# Hallerthörchen
În secolul al XIX-lea, Hallerthörchen era o mică poartă din orașul Nürnberg, folosită doar pentru trafic de pasageri, unde nu era staționat nici un paznic. Pentru a ajunge de la această poartă în Unschlittzplatz, era nevoie să fie traversat un râu, sau pe un pod cu lanț, sau, după ce se trecea prin zona de promenadă, pe un pod de piatră mai îndepărtat. În această zonă a fost găsit în 1828, la orele 4-5 după-amiaza, tânărul Kaspar Hauser, a cărui poveste ciudată de viață a făcut senzație la nivel internațional în epocă.  Locul unde a fost găsit Kaspar Clauser era lângă zidul curții unei distilerii. Chiar în fața acestei distilerii, în partea opusă, era o mică străduță ce ducea spre zidurile orașului.